# Thierry Robberecht
Thierry Robberecht, né le 11 février 1960 à Anderlecht (province de Brabant)‚ est un scénariste belge de bande dessinée, parolier, illustrateur et auteur de livres jeunesse. Il écrit en français et parfois en flamand.

## Biographie
Thierry Robberecht naît le 11 février 1960 à Anderlecht,. Il fait des études secondaires sans faire d'études supérieures mais c'est un lecteur assidu.

### Parolier
Comme parolier pour le chanteur belge Marka, il écrit Croyez-moi (1991), La Poupée Barbu (1995), Pour un flirt avec moi (1996), L'Idiomatic (1997), Comment faire fi? (1997), Les Mondains (1998). En 2003, il signe les paroles de chansons reprises sur l'album Être ou ne pas être, Les Idiots ne sont pas des imbéciles de l'album T'es rien ou t'es quelqu'un de Jeff Bodart (2003). Pour l'album suivant de ce chanteur belge, intitulé Et parfois c'est comme ça, il écrit les paroles de trois chansons : Destination ultramarine, Ma carcasse et Notre trajectoire en 2008. Destination ultramarine est reprise sur l'album Best off Jeff, une compilation des meilleures chansons sortie en 2009 par [PIAS] Recordings.

### Écrivain
Il commence à écrire sans formation particulière en 1992. En 1993, il participe à un concours organisé par la Fédération Wallonie-Bruxelles et gagne le prix de la Communauté française de Belgique dans le cadre de la Fureur de lire avec une nouvelle remarquée par Patrick Delperdange qui le met en relation avec Arnaud de la Croix, éditeur chez Casterman. Thierry Robberecht édite son premier roman chez Casterman en 1997.

### Scénariste de bande dessinée
Thierry Robberecht entame, à partir de 2000, une longue collaboration avec le dessinateur Marco Paulo pour lequel il écrit les scénarios de La Smala, une série humoristique qui raconte le quotidien d’une famille d’aujourd’hui qui s'échelonne sur 9 albums jusqu'en 2008 publiés chez le même éditeur pour les 6 premiers titres et les trois derniers tomes sont publiés aux éditions Dargaud. Également en 2000, il écrit la série Deep Maurice et Gologan pour le dessinateur Philippe Cenci aux éditions Casterman (3 albums, 2000-2003). Il fait son entrée dans Spirou en 2004 avec un court récit de 2 planches, puis avec le même Marco Paulo, ils créent la série humoristique Zack et Willie dont 40 gags sont publiés jusqu'en 2007 et un album Les Rois de la loose sort en 2010 aux éditions 12bis qui éditent également la même année Dégelée royale. Ils parviennent à intercaler Le Monde de William, un album sur l'homosexualité édité par Exaequo, une association belge qui œuvre pour la prévention du SIDA en 2005. Il écrit également des scénarios de bandes dessinées pour d’autres dessinateurs dont Alberto Pagliaro. L’Ennemi paraît dans la collection « Ligne rouge » aux éditions Casterman de 2003 à 2004 (3 tomes). Il écrit le scénario d'une nouvelle série Beluga pour Alain Maury mais elle est abandonnée après le second tome (Casterman 2001-2003) et pour le même dessinateur il écrit Le Contact, un one shot dans la collection « Ligne rouge » chez le même éditeur (2004). Puis, il écrit Opération dragon rouge pour les dessinateurs Marco Venanzi et Michel Pierret aux éditions Casterman en commission du groupe politique Alliance des démocrates et des libéraux pour l'Europe du Parlement européen en 2006. Il adapte en bande dessinée Joséphine, ange gardien l'émission de télévision éponyme, deux albums sont dessinés par Galdric et paraissent aux éditions Jungle ! la même année. L'année suivante pour le même éditeur, il pratique de même avec C'est pas sorcier avec 2 tomes de Fred et Jamy dont il écrit les scénarios pour Bruno Di Sano et Stibane (2007-2008). À l'occasion du soixantième anniversaire de Lefranc créé par Jacques Martin, il écrit le scénario du 23e tome la série de L'Éternel Shogun pour le dessinateur Régric où il emmène Lefranc à Tokyo en 2012 et il enchaîne avec L'Enfant Staline, — récit traitant le thème du clonage — qui est publié l'année suivante. Gilles Ratier nous apprend que ces albums ont un tirage initial de 50 000 exemplaires, en langue française et se classent respectivement quatrième et premier en tête des ventes de bandes dessinées de la semaine. Depuis lors, il ne publie plus de bande dessinée.

### Écrivain jeunesse
Parallèlement, il écrit le scénario d'un épisode d'un dessin animé pour la télévision Papillon et Mamillon en 2005 et à partir de cette même année, il écrit de nombreux livres pour enfants illustrés notamment par Philippe Goossens, Grégoire Mabire et Estelle Meens, publiés aux éditions Mijade jusqu'en 2022. Il écrit aussi des romans policiers pour la jeunesse dont Mémoire Kidnappée, illustré par Christophe Merlin dans la collection « Souris noire » des éditions Syros Jeunesse en 2006, Le Portrait de Leonora illustré par Jacques Ferrandez dans la même collection en 2007, Terminale Terminus, illustré par Olivier Balez dans la collection « Rat noir » (2010), Une affaire d'Adultes, illustré par Jacques Ferrandez dans la collection « Souris noire » (2009), Reborn, un roman de science-fiction (Mijade 2013), Memo 657 (Mijade, 2016) et qui lui vaut l'année suivante le Prix des Incorruptibles, Le Kleptomane (Oskar, 2017), Le Rapport Timberlake (Mijade, 2018), La Cache (Mijade, 2019), Dans le carnet noir d'Ursula et L'Affaire des cadavres aux cheveux blancs (Oskar, 2021).

### Vie privée
En 2020, il vit à Bruxelles et continue d'écrire. Il a deux enfants.

## Publications

### Romans jeunesse
- Pagaille chez les samourais, Casterman, coll. « Tapage », 1997  (ISBN 9782203564053)
- Pagaille chez les samourais 130, illustré par Pascal Rabaté, Casterman, 2000  (ISBN 9782203118881).
- Une virée d'enfer, Éditions Labor, 2006  (ISBN 9782804021375)
- Mémoire Kidnappée, illustré par Christophe Merlin, Syros Jeunesse, coll. « Souris noire », 2006  (ISBN 9782748504774).
- Le Portrait de Leonora, illustré par Jacques Ferrandez, Syros Jeunesse, coll. « Souris noire », 2007  (ISBN 9782748506273).
- Une affaire d'Adultes, illustré par Jacques Ferrandez, Syros Jeunesse, coll. « Souris noire », 2009  (ISBN 9782748507805).
- Terminale Terminus, illustré par Olivier Balez, Syros Jeunesse, coll. « Rat noir », 2010  (ISBN 9782748508925).
- Reborn, Mijade, 2013  (ISBN 9782874230714).
- Memo 657, illustré par Annick Masson, Mijade, coll. « Zone J », 2015  (ISBN 978-2-87423-049-3).
- Le Kleptomane, Oskar, 2017  (ISBN 9791021405639)
- Le Rapport Timberlake, Mijade, 2018  (ISBN 9782874231056).
- La Cache, Mijade, 2019  (ISBN 9782874231087).
- Dans le carnet noir d'Ursula, Oskar, 2021  (ISBN 9791021407459)
- L'Affaire des cadavres aux cheveux blancs, Oskar, 2021  (ISBN 9791021407381)
- Trouver sa place, Éditions Weyrich, 2022  (ISBN 9782874897375)

### Albums jeunesse
- La Belle Nuit de Zaza la vache[33], ill. Isabelle Jonniaux, Paris, Nathan, coll. « Étoile filante », 2000  (ISBN 2-09-250234-4)
- J'ai perdu mon sourire[34], illustré par Philippe Goossens, La Martinière jeunesse, 2001  (ISBN 2-7324-2719-5) — réédition Mijade, 2005.
- Le Jardin d'enfant[35], illustré par Quentin Van Gijsel, Tournai, La Renaissance du livre jeunesse, 2003,  (ISBN 2-8046-0805-0).
- La Disparition d'Hélène Alistair[36], Bruxelles, Labor, coll. « Zone J », 2004  (ISBN 2-8040-1873-3)
- Petit Loup est perdu[37], illustré par Quentin Van Gijsel, Bruxelles, Labor, coll. « À l'abordage », 2005  (ISBN 2-8040-2029-0)
- Je veux retourner dans le ventre de Maman !, illustré par Philippe Goossens, Mijade, 2005  (ISBN 9782871424635).
- La Colère du dragon, illustré par Philippe Goossens, Mijade, 2005.
- Justin n'a peur de rien, illustré par Philippe Goossens, Mijade, 2005.
- Justin raconte des bobards, illustré par Philippe Goossens, Mijade, 2005.
- Justin est mauvais perdant, illustré par Philippe Goossens, Mijade, 2005.
- Justin est amoureux, illustré par Philippe Goossens, Mijade, 2005.
- Les Fantômes de Juliette, illustré par Philippe Goossens, Mijade, 2006.
- Harold, illustré par Philippe Goossens, Mijade, 2007.
- Mon Père Noël à moi !, illustré par Philippe Goossens, Mijade, 2009.
- Super Albert, illustré par Philippe Goossens, Mijade, 2010.
- Je suis un extraterrestre !, illustré par Philippe Goossens, Mijade, 2011.
- Je ne peux rien faire !, illustré par Annick Masson, Mijade, 2012  (ISBN 978-2-87142-772-8).
- Le Loup tombé du livre, illustré par Grégoire Mabire, Mijade, 2015  (ISBN 978-2-87142-913-5).
- Benjamin fait des bêtises, illustré par Ginette Hoffmann, Mijade, 2019  (ISBN 978-2-8077-0037-6).
- Un mensonge gros comme un éléphant, illustré par Estelle Meens, Mijade, 2019  (ISBN 978-2-8077-0061-1) — réédition 2021  (ISBN 9782807701502).
- La Princesse et le loup qui ne savait pas lire, illustré par Philippe Goossens, Mijade, 2020  (ISBN 9782871429906).
- Le Loup tombé du livre, illustré par Grégoire Mabire, Mijade, coll. « Petits Mijade » 2020  (ISBN 9782807701175).
- Théo et Léa se disputent, illustré par Estelle Meens, Mijade, 2021  (ISBN 9782807701298).
- SOS doudou, illustré par David B. Drapper, Mijade, 2022  (ISBN 9782807701199).
- Comment Grand Ours est devenu un doudou, illustré par Sébastien Braun, Mijade, 2023  (ISBN 978-2-8077-0182-3).
- La Colère du dragon, illustré par Philippe Goossens, Mijade, 2024  (ISBN 978-2-8077-0221-9).

## Prix et distinctions
- 1993 :  prix de la Communauté française de Belgique dans le cadre de la Fureur de lire[3] ;
- 2017 :  prix des Incorruptibles[16] pour Memo 657.

#### Livres
: document utilisé comme source pour la rédaction de cet article.
- Jacques Fiérain, « Robberecht, Thierry », dans La BD à Bruxelles et en Brabant, Charleroi, Éd. l'Âge d'or, avril 2003, 144 p., ill. ; 31 cm (ISBN 9782960119664 et 2960119665, OCLC 470388171, présentation en ligne), p. 119.
- Henri Filippini, « Robberecht Thierry », dans Dictionnaire de la bande dessinée, Paris, Bordas, 2005, 912 p., ill. ; 27 cm (ISBN 9782047299708 et 2047299705, OCLC 1009545288, présentation en ligne), p. 851.
- Pascale Eben et Karine Magis, Répertoire des auteurs et illustrateurs de livres pour l'enfance et la jeunesse en Wallonie et à Bruxelles, Bruxelles, Wallonie-Bruxelles International, 2014, 192 p., ill. ; 26 cm (ISBN 9782930758008 et 2930758007, OCLC 944278134, lire en ligne), p. 153. .
- Philippe Mellot, Michel Denni, Laurent Turpin et Isabelle Morzadec, Trésors de la bande dessinée : BDM 2023-2024 - Catalogue encyclopédique et Argus, Paris, Les Arènes, novembre 2022, 23e éd., 1677 p., ill. ; 23 cm (ISBN 9791037507280, OCLC 1351462460, présentation en ligne), p. 47, 114, 148, 327, 373, 376, 445, 516, 684, 731, 922, 1161, 1481. .

#### Périodiques
- Thierry Robberecht et Marco Paulo (interviewés par Corine Jamar), « Les invités : La Smala trop gag ! », La Lettre - L'officiel de la bande dessinée, Dargaud, no 94,‎ avril 2007, p. 43.

#### Articles
- Thierry Robberecht (interviewé par les élèves de 2L de l'Institut Sainte-Julie de Marche-en-Famenne), « Visite et interview de Thierry Robberecht », Karoo,‎ 15 mai 2017 (lire en ligne, consulté le 4 février 2023).